# Astara (Verwaltungsbezirk)
Astara (persisch آستارا) ist ein Schahrestan (persisch شهرستان) in der iranischen Provinz Gilan. Er enthält die Stadt Astara, welche die Hauptstadt des Verwaltungsbezirks ist.

## Kreise
- Zentral (بخش مرکزی)
- Lawandwil (بخش لوندویل)

## Demografie
Bei der Volkszählung 2016 betrug die Einwohnerzahl des Schahrestan 91.257. Die Alphabetisierung lag bei 90 Prozent der Bevölkerung. Knapp 69 Prozent der Bevölkerung lebten in urbanen Regionen.
| Zensusjahr | Einwohnerzahl |
| ---------- | ------------- |
| 2011       | 86.757        |
| 2016       | 91.257        |